# Пєтухов Дмитро Юрійович
Дмитро́́ Ю́рійович Пєтухо́в (15 вересня 1992, Миколаїв — 20 січня 2015, Донецький аеропорт) — старший солдат Збройних Сил України, учасник російсько-української війни. Один із «кіборгів».

## Життєвий шлях
Народився в колишньому Богоявленську (нині Корабельний район Миколаєва). Згодом родина переїхала до мікрорайону ПТЗ (миколаївці називають його також «Югом»), на вулицю Миколаївську.
Закінчив 41-у миколаївську гімназію, 2012-го — Миколаївський технікум залізничного транспорту. Займався боксом — в спортивному комплексі «Зоря». З 2013 року служив у лавах ЗСУ, проходив строкову службу в навчальному центрі «Десна», по тому в Новограді-Волинському. По поверненні до Миколаєва вступив на військову службу за контрактом до 79-ї аеромобільної бригади, старший сапер.
20 січня 2015-го загинув у бою за Донецький аеропорт — на вояка впала бетонна стіна, що обвалилася від обстрілів «Градами». Тоді ж загинув Віктор Кожурін — десантник 79-ї аеромобільної бригади, уродженець міста Болград Одеської області.
Без Дмитра лишились батьки, молодший брат, наречена.
25 січня 2015-го похований на Балабанівському кладовищі у місті Миколаїв.

## Нагороди та вшанування
- Указом Президента України № 282/2015 від 23 травня 2015 року, «за особисту мужність і високий професіоналізм, виявлені у захисті державного суверенітету та територіальної цілісності України, вірність військовій присязі», нагороджений орденом «За мужність» III ступеня (посмертно)[1].
- Нагороджений нагрудним знаком «За оборону Донецького аеропорту» (посмертно).
- Вшановується в меморіальному комплексі «Зала пам'яті», в щоденному ранковому церемоніалі 20 січня[2][3].